# Felix Campbell
Felix Campbell (ur. 28 lutego 1829 w Brooklynie, zm. 8 listopada 1902 w Brooklynie) – amerykański polityk, członek Partii Demokratycznej.

## Działalność polityczna
W okresie od 4 marca 1883 do 3 marca 1885 przez jedną kadencję był przedstawicielem 4. okręgu, a od 4 marca 1885 do 3 marca 1891 przez trzy kadencje przedstawicielem 2. okręgu wyborczego w stanie Nowy Jork w Izbie Reprezentantów Stanów Zjednoczonych.